# Benken SG
Benken je obec na východě Švýcarska v kantonu St. Gallen. Žije zde přibližně 3 000 obyvatel.

## Geografie
Benken leží na jihozápadě kantonu St. Gallen a byl hlavním městem bývalého okresu Gaster. Nachází se v regionu Linth, hraničí s kantonem Schwyz (Reichenburg) a kantonem Glarus (Bilten, obec Glarus Nord). Na území obce se tak nachází kantonální trojmezí.
V Giessenu, jihozápadně od centra obce, se mění směr kanálu Linthu a souběžně s ním vedoucího vedení vysokého napětí. Nejvyšší horou Benkenu je Benkner Büchel.

## Historie

Letecký pohled (1948)

Současný název obce se postupně vyvinul z Babinchova na Benken. Název Babinchova odkazuje na statek alemanského zemana Babo nebo Bebo, švagra donátora Beata, který je doložen v roce 741. Název statku se objevuje v listinách krátce po roce 1050 jako Bebenchon a Bebinkon a na konci 12. století jako Benken.
Na vrcholu obce Benkner Büchel, kde od roku 1909 stojí kaple, objevil Jakob Grüninger v roce 1939 opevněné sídliště z doby halštatské. Na Starrbergu, v prostoru dnešního nádraží, byly objeveny římské stříbrné mince. V letech 741 a 744 byly v Babinchově klášteře vydány listiny.
V 11. století darovala hrabata z Lenzburgu, dědicové rýnských statků v Gasteru, velkou část benkenského panství a církevní pokladnu klášteru Schänis. Následně Benken spadal pod církevní a zemskou správu Schänisu a politicky pod příslušné panovníky, tj. lenzburské, kyburské a habsburské. V letech 1438 až 1798 byl Benken jedním ze šesti okrsků v rámci panství Gaster, které spadalo pod Schwyz a Glarus. Během helvétského období patřil Benken k okresu Schänis a v roce 1803 se stal samostatnou obcí v novém kantonu St. Gallen.

## Obyvatelstvo

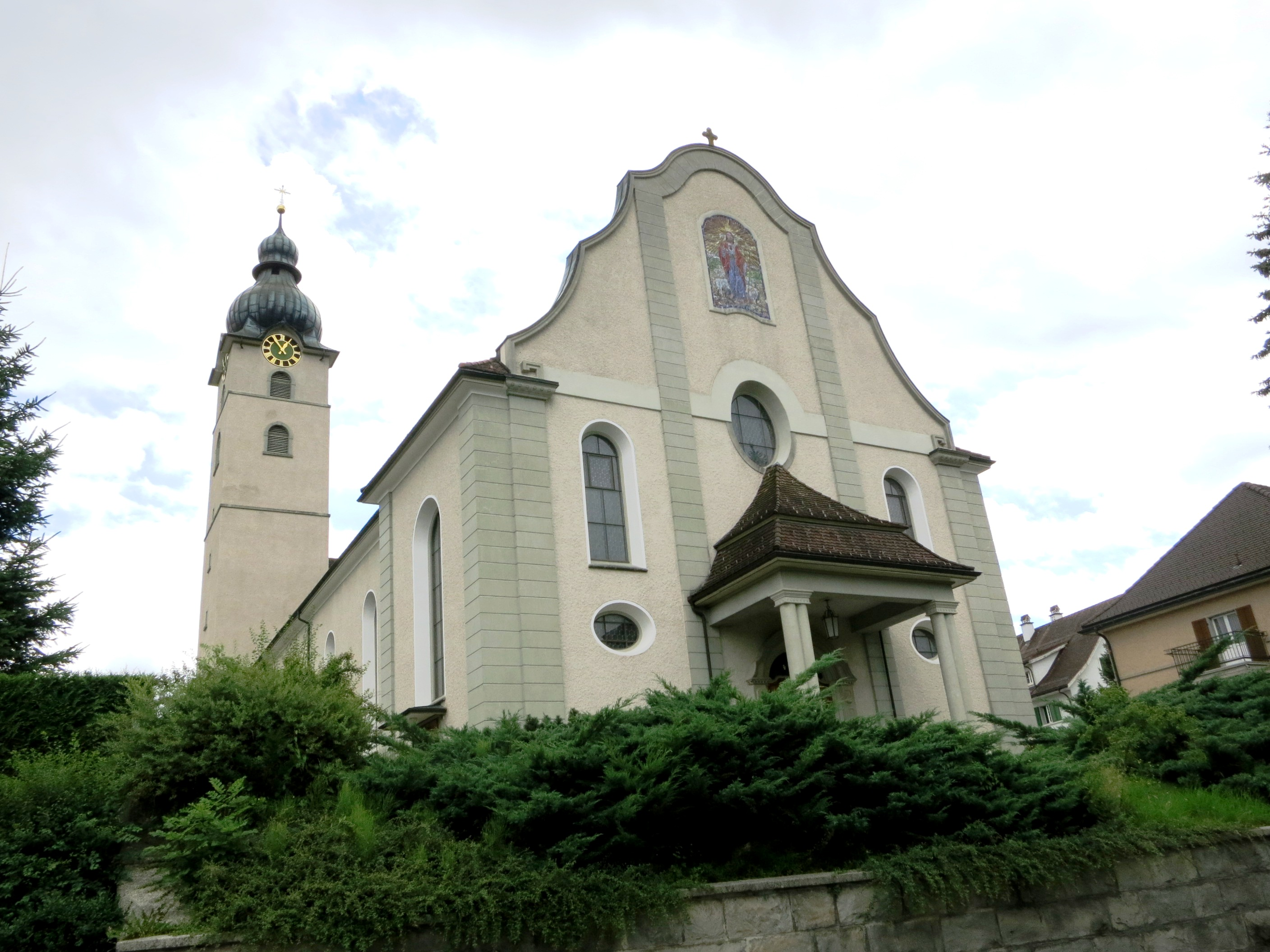
Kostel sv. Petra a Pavla

| Vývoj počtu obyvatel | Vývoj počtu obyvatel | Vývoj počtu obyvatel | Vývoj počtu obyvatel | Vývoj počtu obyvatel | Vývoj počtu obyvatel | Vývoj počtu obyvatel | Vývoj počtu obyvatel | Vývoj počtu obyvatel |
| -------------------- | -------------------- | -------------------- | -------------------- | -------------------- | -------------------- | -------------------- | -------------------- | -------------------- |
| Rok                  | 1850                 | 1900                 | 1950                 | 1980                 | 2000                 | 2010                 | 2019                 |                      |
| Počet obyvatel       | 1242                 | 1341                 | 1742                 | 1684                 | 2228                 | 2571                 | 2982                 |                      |

## Hospodářství a doprava

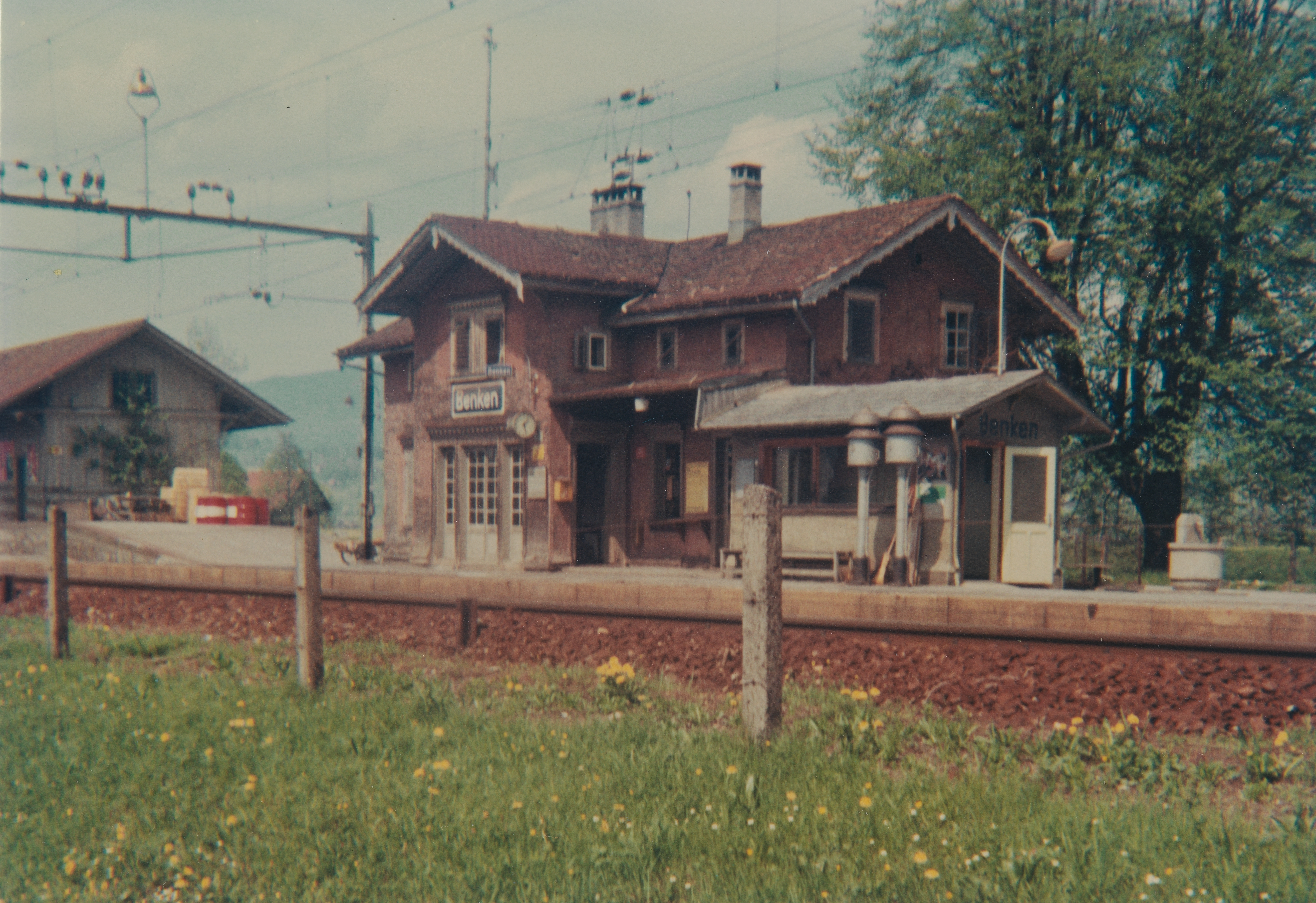
Železniční stanice

Benken se rozkládá v úrodné zemědělské oblasti. Od pozdního středověku se zemědělství soustředilo na chov skotu a koní. Pěstoval se také len a konopí, provozovaly se cihelny a pece. S postupným vysycháním nížiny Linthu vyvolávala zemědělská půda spory mezi sousedními obcemi, které byly definitivně urovnány až na spolkovém sněmu v roce 1835. 
Hlavní silnice zvaná „Benknerstrasse“ spojuje obec s Reichenburgem a Kaltbrunnem. Obsluhuje ji postbusová linka Reichenburg – Benken – Kaltbrunn – Uznach. Benken má železniční stanici na trati Rapperswil – Glarus – Linthal Švýcarských spolkových drah (SBB).